# Drużynowy Puchar Polski na Żużlu 1978
Drużynowy Puchar Polski na Żużlu 1978 – 1. edycja turnieju, corocznie organizowanego przez PZMot. Rozegrano eliminacje grupowe oraz cztery turnieje finałowe, w których udział wzięli zwycięzcy grup eliminacyjnych oraz zostały rozegrane na torach każdego z finalistów. Triumfatorem końcowym turnieju została Unia Leszno. 

## Eliminacje grupowe - tabele końcowe
| Poz. | Klub                     | Punkty | Małe punkty |
| ---- | ------------------------ | ------ | ----------- |
| 1.   | Wybrzeże Gdańsk          | 9      | 115         |
| 2.   | Stal Toruń               | 7      | 106         |
| 3.   | Stal Gorzów Wielkopolski | 6      | 90          |
| 4.   | GSŻ Grudziądz            | 2      | 72          |

| Poz. | Klub                 | Punkty | Małe punkty |
| ---- | -------------------- | ------ | ----------- |
| 1.   | Falubaz Zielona Góra | 8      | 108         |
| 2.   | Start Gniezno        | 8      | 103         |
| 3.   | Polonia Bydgoszcz    | 5      | 94          |
| 4.   | Gwardia Łódź         | 3      | 77          |

| Poz. | Klub                 | Punkty | Małe punkty |
| ---- | -------------------- | ------ | ----------- |
| 1.   | Unia Leszno          | 10     | 140         |
| 2.   | Sparta Wrocław       | 5      | 82          |
| 3.   | Śląsk Świętochłowice | 4      | 82          |
| 4.   | Kolejarz Opole       | 5      | 74          |

| Poz. | Klub                  | Punkty | Małe punkty |
| ---- | --------------------- | ------ | ----------- |
| 1.   | Motor Lublin          | 7      | 114         |
| 2.   | Unia Tarnów           | 7      | 98          |
| 3.   | ROW Rybnik            | 6      | 96          |
| 4.   | Włókniarz Częstochowa | 5      | 91          |
| 5.   | Stal Rzeszów          | 5      | 74          |

## Rundy finałowe
| Poz. | Klub                 | Punkty |
| ---- | -------------------- | ------ |
| 1.   | Wybrzeże Gdańsk      | 34     |
| 2.   | Unia Leszno          | 32     |
| 3.   | Falubaz Zielona Góra | 15     |
| 4.   | Motor Lublin         | 15     |

| Poz. | Klub                 | Punkty |
| ---- | -------------------- | ------ |
| 1.   | Unia Leszno          | 37     |
| 2.   | Wybrzeże Gdańsk      | 27     |
| 3.   | Motor Lublin         | 23     |
| 4.   | Falubaz Zielona Góra | 9      |

| Poz. | Klub                 | Punkty |
| ---- | -------------------- | ------ |
| 1.   | Wybrzeże Gdańsk      | 43     |
| 2.   | Unia Leszno          | 28     |
| 3.   | Falubaz Zielona Góra | 13     |
| 4.   | Motor Lublin         | 12     |

| Poz. | Klub                 | Punkty |
| ---- | -------------------- | ------ |
| 1.   | Unia Leszno          | 31     |
| 2.   | Motor Lublin         | 30     |
| 3.   | Wybrzeże Gdańsk      | 23     |
| 4.   | Falubaz Zielona Góra | 12     |

## Tabela końcowa
| Poz. | Klub                 | Punkty | Małe punkty |
| ---- | -------------------- | ------ | ----------- |
| 1.   | Unia Leszno          | 10     | 128         |
| 2.   | Wybrzeże Gdańsk      | 9      | 127         |
| 3.   | Motor Lublin         | 3.5    | 80          |
| 4.   | Falubaz Zielona Góra | 1,5    | 49          |